# Energiemobilisatie
Energiemobilisatie een term uit de biologie die beschrijft hoe het metabolisme van een organisme energie (in de vorm van ATP) vrijmaakt uit chemische verbindingen. Voor het vrijmaken van energie is warmte of een katalysator nodig. Zoogdieren met een hoge en constante lichaamstemperatuur kunnen gemakkelijker energie vrijmaken dan reptielen die geen vaste temperatuur hebben. Een reptiel als een slang zal zich daarom vaak "zonnen" alvorens op jacht te gaan.
Ook voor sporters is de energiemobilisatie een punt van aandacht. De omvorming van suikers, eiwitten en vetten in energie laat afbraakproducten zoals zuren achter.